# Тиллі (Тистамаа)
Ти́ллі (ест. Tõlli küla) — село в Естонії, у волості Тистамаа повіту Пярнумаа.

## Населення
Чисельність населення на 31 грудня 2011 року становила 45 осіб.

## Географія
Село розташоване на березі Ризької затоки, на південний схід від селища Тистамаа, волосного центру.
Поблизу села проходить автошлях 101 (Аудру — Тистамаа — Нурмсі).

## Пам'ятки природи

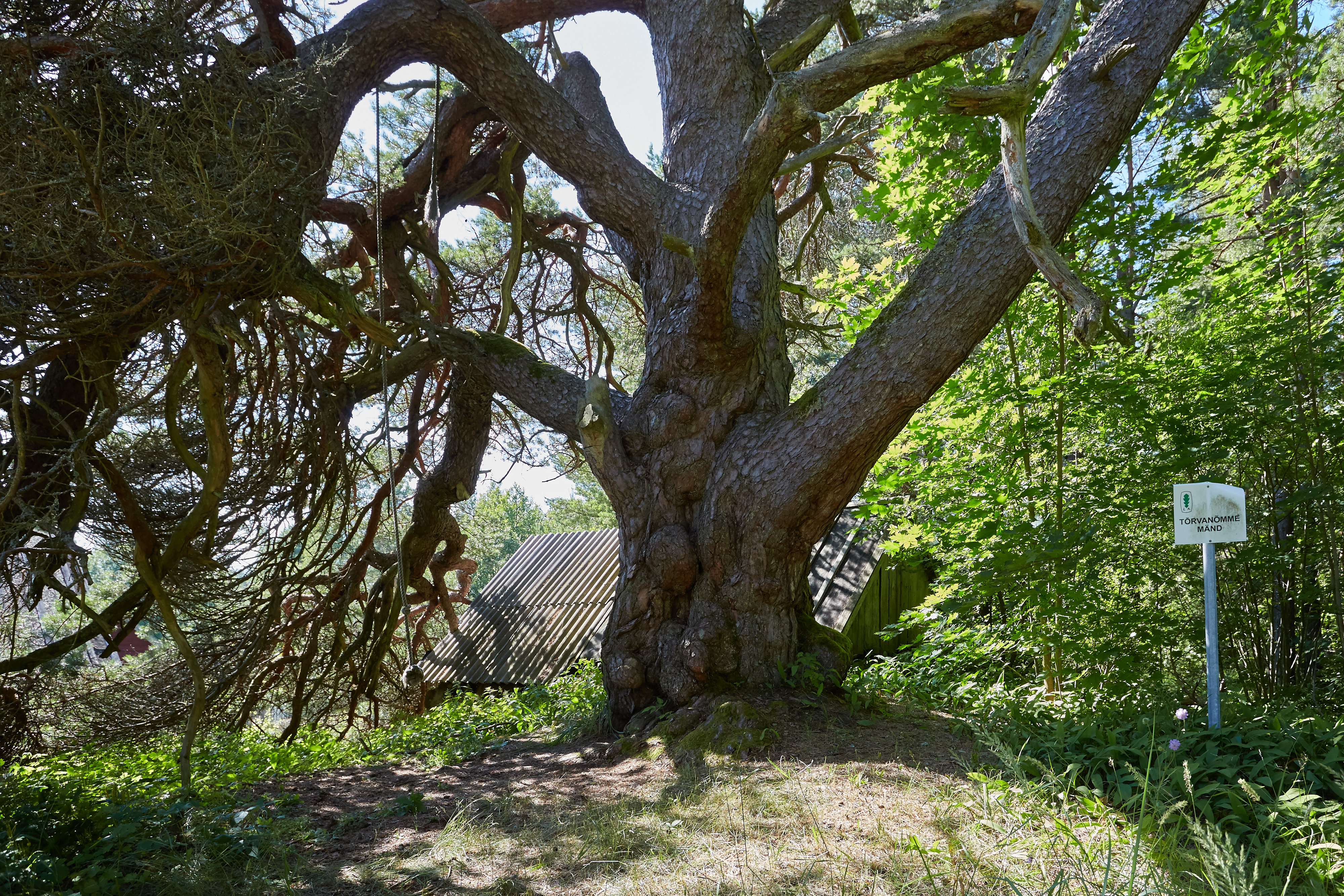
Сосна Тирванимме. 2015 рік

Пам'яткою села є сосна Тирванимме (Tõrvanõmme mänd) — дерево сосни звичайної (Pinus sylvestris). У 2007 році дерево мало висоту 14,5 м та 454 см в обхваті. Сосна росте на хуторі Тирванимме, біля дороги Аудру — Тистамаа (58°18′22″ пн. ш. 24°3′37″ сх. д. / 58.30611° пн. ш. 24.06028° сх. д.).